# Arseniuro de galio-aluminio
El Arseniuro de galio-aluminio (AlxGa1-xAs) es un material semiconductor con un parámetro de red muy similar al del GaAs, pero con un ancho de banda prohibida mayor. La x en la fórmula anterior es un número entre 0 y 1 - lo cual indica la proporción entre el GaAs y el AlAs. 
El ancho del gap oscila entre 1.42 eV (GaAs) y 2.16 eV (AlAs). Para x < 0.4 obtendremos un semiconductor directo.
La fórmula AlGaAs es una abreviación de la anterior, y no representa ninguna proporción en concreto.
El arseniuro de galio-aluminio se usa como material de barrera en las heteroestructuras de GaAs. Esta capa concentra los electrones en una zona compuesta por arseniuro de galio. Un ejemplo de uso de estas estructuras es en los fotodetectores infrarrojos de pozos cuánticos (QWIP).
Este semiconductor se usó para convertir por primera vez la luz en un supersolido (estado de agregación con propiedades de un solido y liquido) aunque por un corto tiempo.